# قرة غل (ملكان)
قرة غل هي قرية في مقاطعة ملكان، إيران. عدد سكان هذه القرية هو 654 في سنة 2006.